# Romanç dels Tres Regnes
|  | Aquest article tracta sobre un llibre del segle XIV. Vegeu-ne altres significats a «Tres Regnes». |

El Romanç dels Tres Regnes (xinès tradicional: 三國演義; xinès simplificat: 三国演义; pinyin: sānguó yǎnyì), escrit per Luo Guanzhong en el segle xiv, és una novel·la històrica xinesa sobre els esdeveniments en els turbulents anys del final de la dinastia Han i l'inici de l'era dels Tres Regnes, a partir del 169 dC, que acaben amb la reunificació de tota la Xina l'any 280 dC. Part del llibre es basa en els Registres dels Tres Regnes, de Chen Shou.
És aclamada com una de les quatre novel·les clàssiques xineses de la literatura xinesa, amb un total de 800.000 paraules, és a dir, quasi un milió de caràcters, i 120 capítols.
Probablement la novel·la històrica més llegida a la Xina Imperial tardana i la Xina Moderna.
Fou una influència per al sorgiment del gènere wuxia.

## Trama

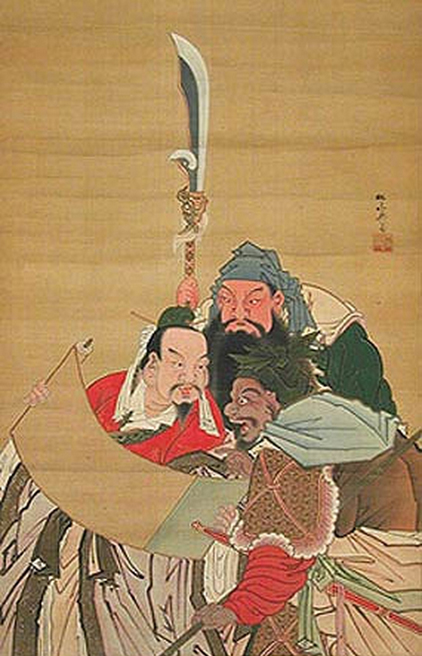
Tres herois dels tres regnes, pintura sobre seda de Sekkan Sakurai (1715–1790), que representa Liu Bei, Guan Yu i Zhang Fei.

A continuació es presenta un resum de la trama central i uns quants aspectes destacats de la novel·la.

### Rebel·lió dels Turbants Grocs i els Deu Assistents
A finals del segle II, cap al final de la dinastia Han a la Xina, la corrupció era rampant a tots els nivells del govern, amb eunucs traïdors i funcionaris malvats que enganyaven l'emperador i perseguien els que s'hi oposaven. L'Imperi Han es va anar deteriorant gradualment i es va anar fragmentant cada cop més, amb molts funcionaris regionals com a senyors de la guerra amb els seus propis exèrcits. Mentrestant, la gent comuna va patir, i la rebel·lió dels Turbants Grocs (liderada per Zhang Jue i els seus germans) finalment va esclatar durant el regnat de l'emperador Ling de Han.
La rebel·lió va ser tot just reprimida per les forces imperials comandades pel general He Jin. Poc després de la mort de l'emperador Ling, He Jin va instal·lar el jove emperador Shao al tron i va prendre el control del govern central. Els Deu Assistents, un grup d'eunucs influents de la cort, temien que He Jin s'estigués fent massa poderós, així que el van atreure al palau i el van assassinar. En venjança, els seguidors de He Jin van irrompre al palau i van massacrar indiscriminadament qualsevol persona que semblés un eunuc. En el caos subsegüent, l'emperador Shao i el seu germanastre petit, el príncep de Chenliu, van desaparèixer del palau.

### La tirania de Dong Zhuo

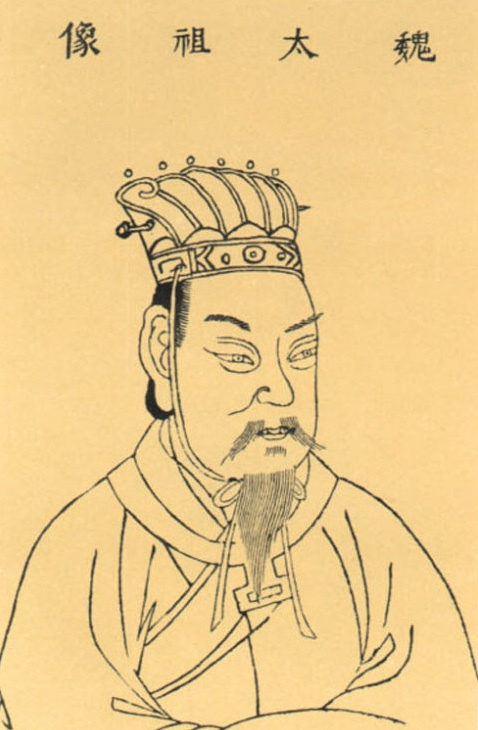
Cao Cao

L'emperador i el príncep desapareguts van ser trobats pels soldats del senyor de la guerra Dong Zhuo, que els van escortar de tornada al palau i van aprofitar l'oportunitat per prendre el control de la capital imperial, Luoyang, amb el pretext de protegir l'emperador. Dong Zhuo va deposar més tard l'emperador Shao i el va substituir pel príncep de Chenliu com a emperador Xian de Han, que era simplement una figura decorativa sota el seu control. Dong Zhuo va monopolitzar el poder estatal, va perseguir els seus oponents polítics i va oprimir la gent comuna per al seu benefici personal. Durant aquest temps, hi va haver dos intents d'assassinat: el primer va ser per part d'un oficial militar, Wu Fu (伍孚), que va fracassar i va morir d'una mort espantosa; el segon va ser per part de Cao Cao, que tampoc va tenir èxit però va aconseguir escapar.
Cao Cao va fugir de Luoyang, va tornar a la seva comandància natal i va enviar un edicte imperial fals a uns quants senyors de la guerra, crida/anomena/anomenant-los a aixecar-se contra Dong Zhuo. Sota el lideratge de Yuan Shao, divuit senyors de la guerra van formar una coalició i van llançar una campanya contra Dong Zhuo. Després que Dong Zhuo perdés les batalles del pas de Sishui i del pas de Hulao, va obligar els ciutadans de Luoyang a traslladar-se a Chang'an amb ell i va incendiar Luoyang. La coalició finalment es va dissoldre a causa d'un lideratge indecís i interessos en conflicte entre els seus membres. Mentrestant, a Chang'an, Dong Zhuo va ser traït i assassinat pel seu fill adoptiu Lü Bu en una disputa per la donzella Diaochan com a part d'un complot orquestrat pel ministre Wang Yun.

### Conflicte entre els diversos senyors de la guerra i nobles

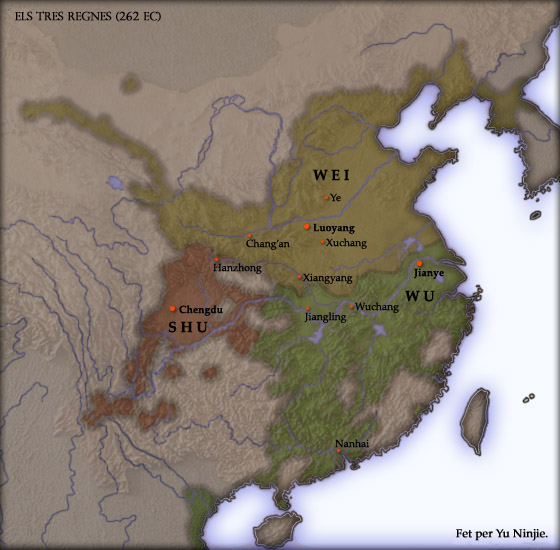
Els Tres Regnes cap al 262 aC.

Mentrestant, l'Imperi Han ja s'estava desintegrant en una guerra civil, ja que els senyors de la guerra lluitaven per territoris i poder. Sun Jian va trobar el Segell Imperial a les ruïnes de Luoyang i el va guardar en secret per a ell mateix. Quan Yuan Shao el va enfrontar, es va negar a lliurar-li el Segell Imperial i va marxar, però va ser atacat per Liu Biao (actuant seguint les instruccions de Yuan Shao) de camí de tornada a la seva base. Al mateix temps, Yuan Shao va declarar la guerra contra Gongsun Zan per consolidar el seu poder al nord de la Xina. Altres senyors de la guerra com Cao Cao i Liu Bei, que inicialment no tenien títols ni terres, també van anar formant gradualment els seus propis exèrcits i prenent el control de territoris. Durant aquells temps de convulsió, Cao Cao va salvar l'emperador Xian dels seguidors de Dong Zhuo, va establir la nova capital imperial a Xuchang i es va convertir en el nou cap del govern central. També va derrotar senyors de la guerra rivals com Lü Bu, Yuan Shu i Zhang Xiu en una sèrie de guerres i va obtenir el control de gran part de la Xina central.
Mentrestant, Sun Jian va morir en una emboscada de les forces de Liu Biao. El seu fill gran, Sun Ce, va lliurar el Segell Imperial com a homenatge al senyor de la guerra Yuan Shu, un pretendent al tron, a canvi de tropes i cavalls. Sun Ce es va assegurar una base de poder a les riques terres fluvials de Jiangnan, sobre les quals es va fundar més tard l'estat de Wu Oriental. Tràgicament, Sun Ce també va morir al cim de la seva carrera a causa d'una malaltia derivada de l'estrès de la seva terrorífica trobada amb el fantasma de Yu Ji, un venerable mag a qui havia acusat falsament d'heretgia i havia executat per gelosia. Sun Quan, el seu germà petit i successor, va demostrar ser un governant capaç i carismàtic. Amb l'ajuda de Zhou Yu, Zhang Zhao i altres, Sun Quan va trobar talents ocults com Lu Su per servir-lo, va reforçar les seves forces militars i va mantenir l'estabilitat a Jiangdong.

### L'ambició de Liu Bei

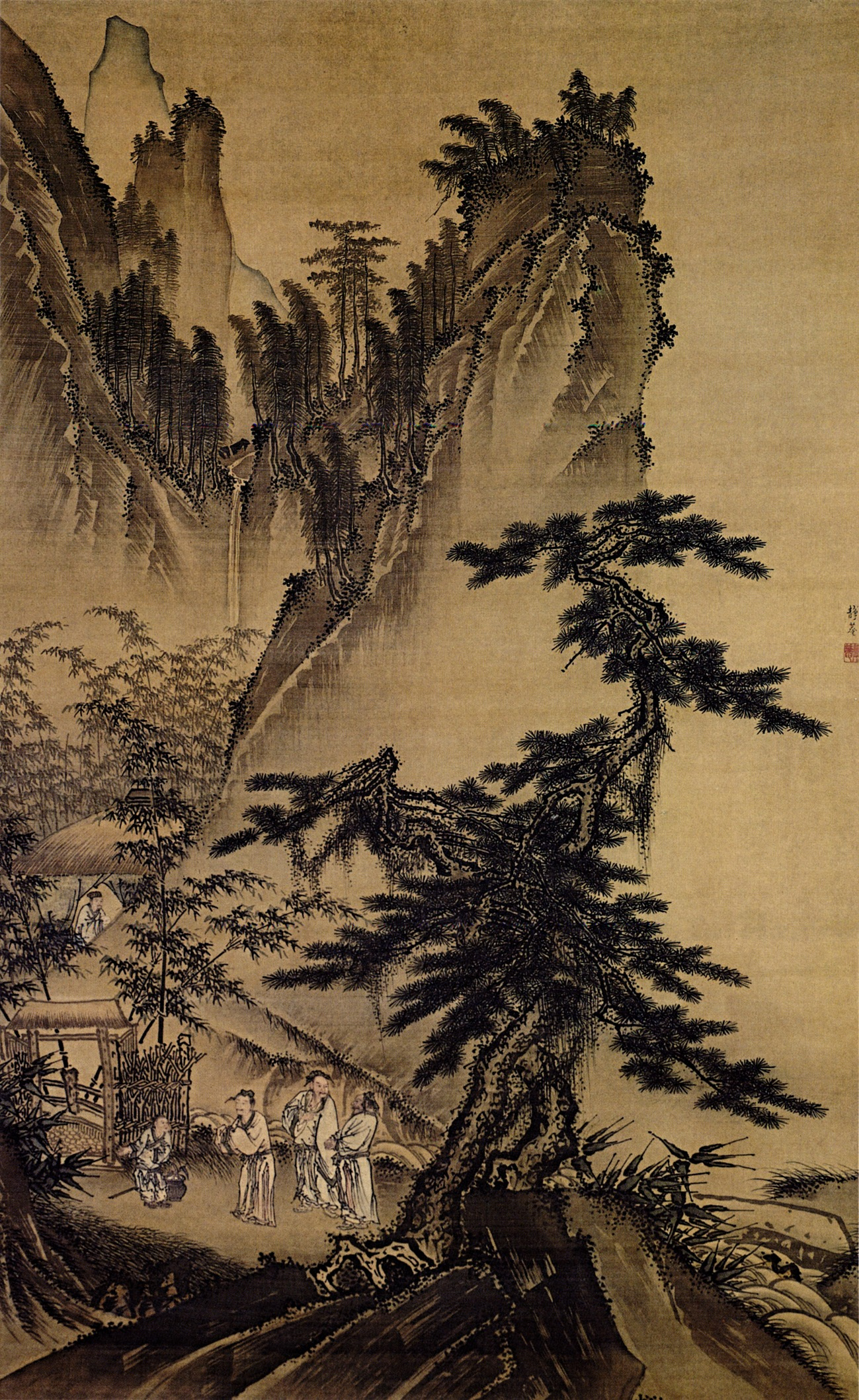
Liu Bei reclutant Zhuge Liang, de Visitant la cabana de palla tres vegades, una pintura de la dinastia Ming de Dai Jin (1388–1462).

Liu Bei i els seus germans juramentats Guan Yu i Zhang Fei van jurar lleialtat a van jurar lleialtat a l'Imperi Han en el Jurament del Jardí del Préssec i es van comprometre a fer tot el possible pel poble. Tanmateix, les seves ambicions no es van fer realitat, ja que no van rebre el reconeixement degut per ajudar a suprimir la Rebel·lió dels Turbants Grocs i participar en la campanya contra Dong Zhuo. Després que Liu Bei succeís Tao Qian com a governador de la província de Xu, va oferir refugi a Lü Bu, que acabava de ser derrotat per Cao Cao. Tanmateix, Lü Bu va trair el seu hoste, va prendre el control de la província i va atacar Liu Bei. Després d'unir forces amb Cao Cao per derrotar Lü Bu a la batalla de Xiapi, Liu Bei va seguir Cao Cao de tornada a la capital imperial, Xu, on l'emperador Xian el va honorar com el seu oncle imperial en assabentar-se que també era descendent del clan imperial. Quan Cao Cao va mostrar signes que volia usurpar el tron, l'emperador Xian va escriure un decret secret amb sang al seu sogre, Dong Cheng va contactar en secret amb Liu Bei, Ma Teng i altres, i van planejar assassinar Cao Cao. Tanmateix, els seus plans es van filtrar i Cao Cao va fer arrestar i executar Dong Cheng i els altres juntament amb les seves famílies.
Liu Bei ja havia abandonat la capital imperial quan es va descobrir el complot, i va procedir a prendre el control de la província de Xu de mans de Che Zhou, el nou governador nomenat per Cao Cao. Com a represàlia, Cao Cao va atacar la província de Xu i va derrotar Liu Bei, cosa que va fer que se separés dels seus germans jurats. Mentre que Liu Bei es va unir breument a Yuan Shao després de la seva derrota, Zhang Fei va prendre el control d'una petita ciutat, i Guan Yu va servir temporalment sota les ordres de Cao Cao i el va ajudar a matar dos dels generals de Yuan Shao en batalla. Els tres germans jurats finalment es van reunir i van aconseguir establir una nova base a Runan, però van ser derrotats de nou per les forces de Cao Cao, així que es van retirar al sud, a la província de Jing, on es van refugiar sota el governador Liu Biao.

### Batalla de Guandu
Després de pacificar les províncies properes, reprimir una rebel·lió dels antics Turbants Grocs i consolidar el poder al govern central, Cao Cao va dirigir la seva atenció cap al nord, cap a Yuan Shao, que havia eliminat recentment Gongsun Zan i ara controlava la major part del nord de la Xina. Yuan Shao va reunir un gran exèrcit i va acampar al llarg de la riba nord del riu Groc.
L'estiu del 200, després de mesos de preparatius, Cao Cao i Yuan Shao es van enfrontar a la batalla de Guandu. Tot i que Cao Cao estava molt superat en nombre per Yuan Shao, va aconseguir una victòria decisiva sobre el seu rival després de llançar un atac sorpresa contra el tren de subministraments de Yuan Shao i deixar l'enemic en desordre. Yuan Shao es va retirar al nord després de la seva derrota, va emmalaltir i va morir uns dos anys després. Cao Cao va aprofitar la mort de Yuan Shao, que havia provocat un conflicte intern entre els seus fills que lluitaven pels territoris del seu pare, i va avançar cap al nord per atacar i apoderar-se de totes les terres de Yuan Shao. A finals del 207, després d'una Batalla de la Muntanya del Llop Blanc victoriosa campanya més enllà de la frontera contra els Wuhuan, Cao Cao va aconseguir el domini complet del nord de la Xina. Els territoris del centre i nord de la Xina que van passar a estar sota el control de Cao Cao van esdevenir la base de l'estat de Cao Wei, que més tard seria establert pel fill i successor de Cao Cao, Cao Pi.

### Zhuge Liang s'uneix a Liu Bei
Mentrestant, Liu Biao havia posat Liu Bei al càrrec de Xinye. Durant aquest temps, Liu Bei va visitar Zhuge Liang tres vegades i el va reclutar. Seguint el consell de Zhuge Liang, Liu Bei va augmentar les seves forces per preparar la guerra contra Cao Cao. Després de la unificació del centre i el nord de la Xina sota el seu control, Cao Cao, nomenat Canceller Imperial per l'emperador Xian, va dirigir les seves forces en una campanya al sud per eliminar Liu Bei i Sun Quan. En aquell moment, Liu Biao ja havia mort i el seu fill petit Liu Cong va decidir cedir el control de la província Jing a Cao Cao.
El 208, tot i que Liu Bei va aconseguir repel·lir dos atacs de Cao Cao a Xinye, finalment es va veure obligat a fugir a causa de la força aclaparadora de les forces enemigues. Cao Cao i la seva cavalleria van atrapar Liu Bei i les seves forces a la batalla de Changban i els van derrotar. Durant la batalla, els generals de Liu Bei Zhao Yun i Zhang Fei van fer gala d'heroisme: el primer es va obrir camí a través de les línies enemigues per rescatar el fill petit de Liu Bei, Liu Shan, i lliurar-lo sa i estalvi al seu pare; el segon va contenir tot sol les forces enemigues en un pont intimidant-les i mirant-les fixament. Liu Bei i les seves forces van aconseguir trobar-se amb Guan Yu, que havia marxat abans per demanar ajuda al fill gran de Liu Biao, Liu Qi, i es van retirar a Hankou.

### Batalla dels Penya-segats Rojos

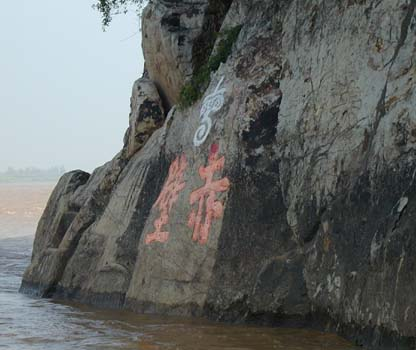
Lloc tradicional dels Penya-segats Rojos.

Mapa de la Batalla dels Penya-segats, amb els moviments de les forces implicades i la retirada de Cao Cao (també es mostra la batalla de Changban).

El 208, Liu Bei va enviar Zhuge Liang en una missió diplomàtica a Jiangnan per reunir-se amb Sun Quan i discutir la formació d'una aliança Sun-Liu per contrarestar Cao Cao. Tot i que Sun Quan inicialment va dubtar a causa de que molts dels seus seguidors li aconsellaven que es rendís a Cao Cao, finalment va decidir aliar-se amb Liu Bei, posant Zhou Yu al comandament de les seves forces per preparar-se per a la guerra imminent. Zhuge Liang va romandre temporalment a Jiangdong per ajudar Zhou Yu, que intuïa que Zhuge Liang representava una amenaça futura per al seu senyor. Zhou Yu va intentar ser més astut que Zhuge Liang i matar-lo, però va fracassar i no va tenir més remei que cooperar amb aquest últim. Les forces Sun-Liu van obtenir una victòria decisiva sobre Cao Cao a la Batalla dels Penya-segats Rojos.
Sun Quan i Liu Bei van començar a competir pel control de la província Jing del sud després de la seva victòria, però Liu Bei va guanyar i va prendre el control dels territoris del general de Cao Cao, Cao Ren. Sun Quan, descontent per no haver guanyat res, va enviar missatgers per demanar a Liu Bei que li tornés els territoris, però Liu Bei va acomiadar el missatger cada vegada amb una excusa diferent. Sun Quan no estava disposat a rendir-se, així que va seguir el pla de Zhou Yu d'enganyar Liu Bei perquè anés a Jiangdong per casar-se amb la seva germana, la Dama Sun, i després retenir Liu Bei com a ostatge a canvi de la província Jing. No obstant això, Zhuge Liang va frustrar el complot de Zhou Yu, i la parella de recent casats va tornar a la província de Jing sans i estalvis. Zhou Yu va morir més tard frustrat després que Zhuge Liang frustrés repetidament els seus moviments per prendre la província de Jing.

### Presa de la província de Yi per part de Liu Bei
Les relacions entre Liu Bei i Sun Quan es van deteriorar després de la mort de Zhou Yu, però no fins al punt de la guerra. Seguint el Pla Longzhong de Zhuge Liang, Liu Bei va dirigir les seves forces cap a l'oest, a la Província de Yi, i va fer el control dels territoris del governador Liu Zhang. En aquell moment, Liu Bei governava una vasta extensió de terra des de la província de Yi fins al sud de la província de Jing; aquests territoris van servir com a base de l'estat de Shu Han més tard. Liu Bei es va declarar rei de Hanzhong després de derrotar Cao Cao a la Campanya de Hanzhong i capturar la Comandància de Hanzhong.
Al mateix temps, l'emperador Xian va atorgar a Cao Cao el títol de rei vassall – rei de Wei– mentre que Sun Quan era conegut com el duc de Wu. A l'est de la Xina, les forces de Sun Quan i Cao Cao van lluitar en diverses batalles al llarg del riu Iang-Tsé, incloent-hi les batalles de Hefei i Ruxu, però cap dels dos bàndols va aconseguir obtenir un avantatge significatiu sobre l'altre.

### Mort de Guan Yu

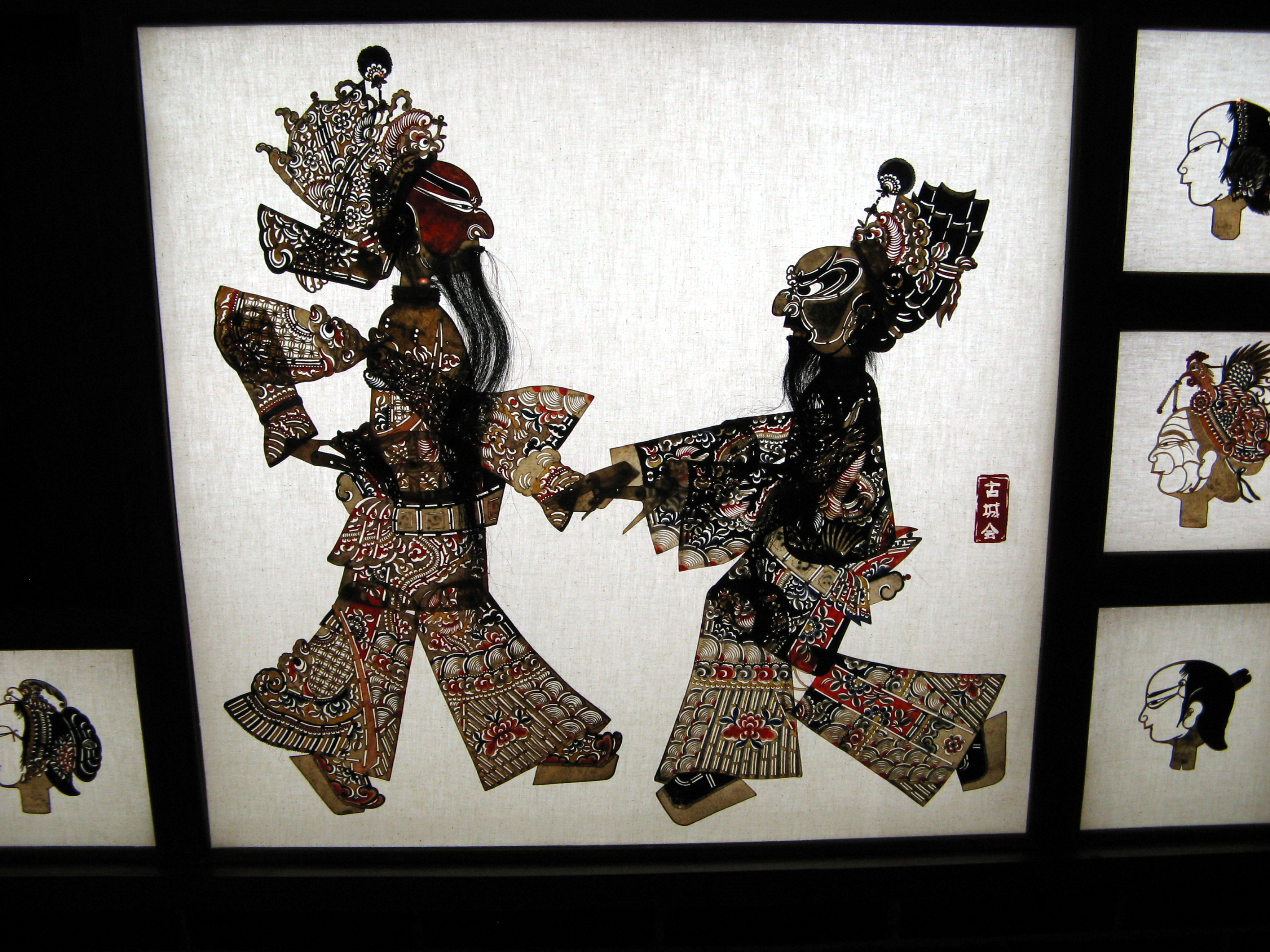
Titellons d'ombres al Museu Provincial de Sichuan que representen Guan Yu i Zhang Fei.

Mentrestant, Sun Quan va conspirar per prendre la província de Jing després de cansar-se de les repetides negatives de Liu Bei a lliurar els territoris. Va fer la pau en secret i es va aliar amb Cao Cao contra Liu Bei. Mentre Guan Yu, que custodiava els territoris de Liu Bei a la província de Jing, estava atacant Cao Ren a la batalla de Fancheng, Sun Quan va enviar el seu general Lü Meng a llançar una invasió furtiva a la província de Jing. Guan Yu no va poder capturar Fancheng, així que es va retirar, però Lü Meng el va agafar desprevingut i ja havia perdut la província de Jing abans que se n'adonés. Amb la moral del seu exèrcit caient i les tropes desertant gradualment, Guan Yu i els seus homes restants es van retirar a Maicheng, on van ser envoltats per les forces de Sun Quan. Desesperat, Guan Yu va intentar sortir del setge, però va fracassar i va ser capturat en una emboscada. Sun Quan el va fer executar després que es negués a rendir-se.
Poc després de la mort de Guan Yu, Cao Cao va morir d'un tumor cerebral a Luoyang. El seu fill i successor, Cao Pi, va obligar l'emperador Xian a abdicar-li del tron i va establir l'estat de Cao Wei per substituir la dinastia Han. Aproximadament un any més tard, Liu Bei es va autoproclamar emperador i va fundar l'estat de Shu Han com a continuació de la dinastia Han. Mentre Liu Bei planejava venjar Guan Yu, Zhang Fei va ser assassinat mentre dormia pels seus subordinats.

### Batalla de Yiling
Mentre Liu Bei liderava un gran exèrcit per venjar Guan Yu i recuperar la província Jing, Sun Quan va intentar apaivagar-lo oferint-li retornar-li els territoris del sud de la província Jing. Els súbdits de Liu Bei el van instar a acceptar l'oferta de Sun Quan, però Liu Bei va insistir a venjar el seu germà juramentat. Després de les victòries inicials contra les forces de Sun Quan, una sèrie d'errors estratègics van resultar en una derrota calamitosa del general de Sun Quan , Lu Xun, a Liu Bei a la batalla de Yiling. Inicialment, Lu Xun va perseguir Liu Bei durant la seva retirada, però es va rendir després de quedar atrapat a dins i escapar per poc del Laberint del Sentinella de Pedra de Zhuge Liang.

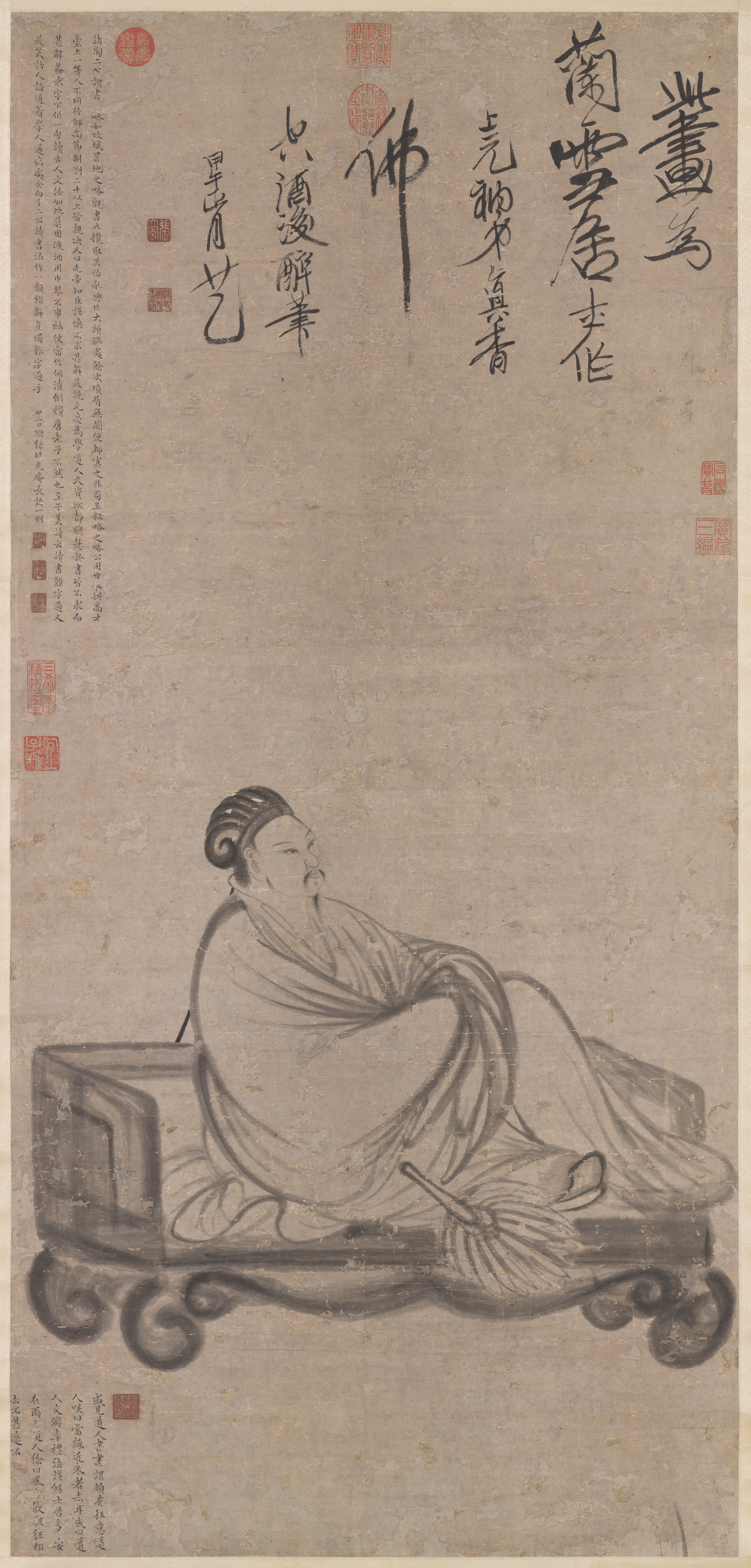
Impressió artística de Zhuge Liang.

Liu Bei va morir a Baidicheng a causa d'una malaltia uns mesos més tard. Al seu llit de mort, Liu Bei va concedir permís a Zhuge Liang per prendre el tron si el seu fill i successor, Liu Shan, resultava ser un governant inepte. Zhuge Liang s'hi va negar fermament i va jurar romandre fidel a la confiança que Liu Bei havia dipositat en ell.

### Campanyes de Zhuge Liang
Després de la mort de Liu Bei, Cao Pi va induir diverses forces, incloent-hi Sun Quan, un general Shu renegat Meng Da, les tribus Nanman i Qiang, a atacar Shu, en coordinació amb un exèrcit Wei. No obstant això, Zhuge Liang va aconseguir fer retirar els cinc exèrcits sense vessament de sang. També va enviar Deng Zhi a fer les paus amb Sun Quan i restaurar l'aliança entre Shu i Wu. Zhuge Liang va dirigir personalment la una campanya del sud contra els Nanman, els va derrotar set vegades i va guanyar-se la lleialtat del rei Nanman Meng Huo.
Després de pacificar el sud, Zhuge Liang va dirigir l'exèrcit Shu en cinc expedicions militars per atacar Wei com a part de la seva missió de restaurar la dinastia Han. Cada vegada que Zhuge Liang estava a punt de triomfar, era cridat a causa de diverses circumstàncies desafortunades, com ara que Liu Shan escoltés rumors difosos pels eunucs. A més, els seus dies estaven comptats perquè patia una malaltia crònica i el seu estat empitjorava sota l'estrès. Va morir de malaltia a la Batalla de les Planes de Wuzhang mentre liderava una batalla estancada contra el general Wei Sima Yi.

### Fi dels Tres Regnes
Els llargs anys de batalla entre Shu i Wei van veure molts canvis a la família governant Cao a Wei. La influència del Caos es va debilitar després de la mort de Cao Rui i el poder estatal finalment va caure en mans del regent Sima Yi i posteriorment als seus fills, Sima Shi i Sima Zhao.
A Shu, Jiang Wei va heretar el llegat de Zhuge Liang i va continuar liderant nou campanyes més contra Wei durant tres dècades, però finalment no va aconseguir cap èxit significatiu. L'emperador Shu Liu Shan també va resultar ser un governant incompetent que confiava en funcionaris corruptes. Shu va anar decaient gradualment sota el govern de Liu Shan i finalment va ser conquerida per les forces de Wei. Jiang Wei va intentar restaurar Shu amb l'ajuda de Zhong Hui, un general Wei descontent, però el seu pla va fracassar i Zhong Hui va ser assassinat per les tropes Wei, mentre que Jiang Wei es va suïcidar. Poc després de la caiguda de Shu, Sima Zhao va morir i el seu fill, Sima Yan, va obligar l'últim emperador Wei, Cao Huan, a abdicar-li del tron. Sima Yan va establir la dinastia Jin per substituir l'estat de Cao Wei.
A Wu, hi havia hagut conflictes interns entre els nobles des de la mort de Sun Quan. Els regents Zhuge Ke i Sun Chen van intentar consecutivament usurpar el tron, però finalment van ser expulsats del poder i eliminats en cops d'estat. Tot i que l'estabilitat es va restaurar temporalment a Wu, l'últim emperador de Wu, Sun Hao, va resultar ser un tirà. Wu, l'últim dels Tres Regnes, va ser finalment conquerit per la dinastia Jin. La caiguda de Wu va marcar el final de l'era de gairebé un segle de conflictes civils històricament coneguts com el període dels Tres Regnes.

## Diferències amb els relats històrics
La tradició romàntica que es va originar amb la novel·la de Luo Guanzhong difereix dels relats històrics en molts detalls. Per exemple, la grandària de l'exèrcit de Cao Cao va ser exagerat fins a 800.000 homes, cosa que es pot atribuir a l'esbiaixat punt de vista imperant sota el domini de la meridional dinastia Song. L'estat de Shu Han (蜀漢), en particular, va ser vist pels literats posteriors com «legítim» successor de la dinastia Han (汉朝), de manera que els relats ficticis donen més preeminència a Liu Bei, Zhuge Liang i altres herois de Shu que els relats històrics. A això s'uneix generalment la minimització de la importància dels comandants de l'est, de Wu, i dels assessors com Zhou Yu i Lu Su. Mentre que les fonts històriques descriuen a Lu Su com un assessor sensat i a Zhou Yu com un eminent cap militar i un home «generós, sensible i valent», el Romanç dels Tres Regnes presenta una mica notable Lu Su i un Zhou Yu cruel i cínic, tots dos inferiors a Zhuge Liang en tots els aspectes.
Els romanços s'afegeixen als relats històrics elements ficticis i fantàstics que es van perpetuar en representacions populars i òperes. Els exemples del Romanç dels Tres Regnes presenten un Zhuge Liang que fa servir la màgia per invocar vents favorables en l'atac dels vaixells incendiaris i la seva estratègia d'«utilitzar vaixells de palla per aconseguir fletxes» i un Guan Yu que captura i allibera a Cao Cao en la marxa de Huarong. Les cròniques fictícies també esmenten a Zhuge Liang com a comandant militar de les forces combinades, que és històricament inexacte.

## Edicions
És una obra que ha tingut nombroses edicions i ja durant les dinasties Ming i Qing els llibrers treien versions il·lustrades per a augmentar les vendes.
Es va fer una edició del segle xvi comentada per l'historiador Li Zhuowu. Els comentaris se situen a la part de dalt de les pàgines i al final de cada capítol. A més inclou il·lustracions, tres prefacis («un és de Li Zhuowu i els altres són de Jiang Daqi i Miao Zunsu») i dos assajos al final del llibre: Du Sanguo shi wen da (preguntes i respostes sobre la història dels Tres Regnes) i Sanguo zhi zong liao xing shi (noms dels oficials del període dels Tres Regnes).
Hi ha una edició publicada aproximadament entre 1644 i 1735 amb 240 il·lustracions, un prefaci escrit per a cada capítol escrit per Jin Renrui i comentaris escrits per Mao Shengshan.